# Nguyễn Văn Vận
Nguyễn Văn Vận (1832-?) là một võ sĩ. Ông là người thuộc xã Đông Xuyên, tổng An Thành, huyện Quảng Điền, phủ Thừa Thiên (nay thuộc huyện Quảng Điền, tỉnh Thừa Thiên Huế). Ông đỗ Cử nhân võ khi đã 29 tuổi. 6 năm sau, vua cho nhận Chánh đội trưởng Xuất đội, sung vào học ở Võ học đường. Tiếp theo, ông thi Hội đỗ đầu trúng cách, sau đỗ đệ nhị giáp tiến sĩ võ xuất thân vào năm Tự Đức thứ 22 1868. Sự nghiệp của ông hiện chưa rõ.